# Владимирский, Фёдор Иванович
Фёдор Иванович Владимирский (8 февраля 1843 — 10 июня 1932) — священник, депутат Государственной думы Российской империи II созыва от Нижегородской губернии.

## Биография

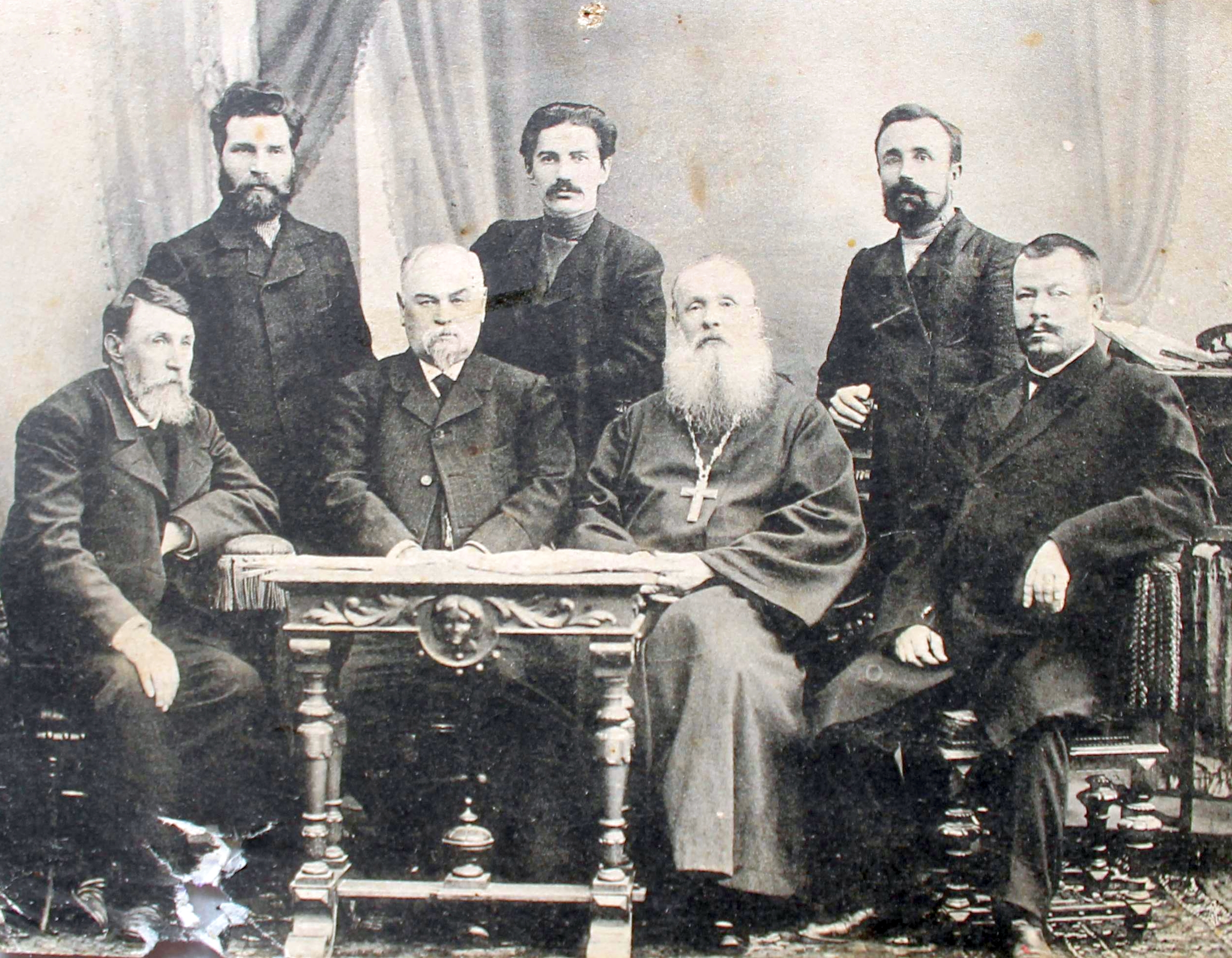
Члены II Государственной Думы от Нижегородской губернии. Стоят: М. С. Фокеев, И. Р. Романов, Т. Г. Киреев; сидят: Н. И. Долгополов, А. А. Савельев, Ф. И. Владимирский, А. В. Иконников

Дед, Фёдор Михайлов, и отец — псаломщики во Владимирском храме города Арзамаса. Отец, Иван Фёдорович Владимирский, получил фамилию по названию храма, в котором прослужил 54 года. В возрасте восемь лет пошёл учиться Арзамасское духовное училище. В 1864 выпущен из Нижегородской духовной семинарии с аттестатом 1-го разряда. С 28 апреля 1866 года служил священником Воскресенского собора в Арзамасе, с 1899 года — протоиерей Троицкой церкви там же. С 1867 по 1870 год преподавал Закон Божий в 49-м резервном батальоне, с 1872 по 1879 год в Арзамасской уездной команде, с 1874 по 1884 год в женском Кирилло-Мефодиевском училище. Назначен благочинным. Был избран гласным Арзамасской городской думы. Познакомился с Максимом Горьким в 1902, когда тот был в ссылке в Арзамасе, и по его просьбе крестил брата Я. М. Свердлова — З. А. Пешкова (Горький был восприемником). Также был знаком с писателем Л. Андреевым. Домовладелец в Арзамасе. В момент выборов в Думу в каких-либо политических партиях не состоял.
9 февраля 1907 года избран в Государственную думу Российской империи II созыва от общего состава выборщиков Нижегородского губернского избирательного собрания. Вошёл в состав Конституционно-демократической фракции. Являлся членом думской комиссии по делам православной церкви. С думской трибуны произнёс речь о законопроекте «Об отмене военно-полевых судов».

### Работа по устройству водопровода в Арзамасе
Для снабжения Арзамаса качественной питьевой водой около 12 лет изучал грунтовые воды в его окрестностях вместе с купцом, личным почётным гражданином Арзамаса Иваном Потехиным. Они выявили новые подземные ключи в Мокром овраге. Уже после смерти Потехина, в 1897 г. подал записку в Арзамасскую городскую думу о необходимости устройства водопровода. Используя личные средства Потехина, а также средства, завещанные купцом Зайцевым на устройство водопровода, приступил к работам. Израсходовал 3 тысячи рублей собранных денег на устройство колодцев. В 1898 году избран Действительным членом Нижегородского статистического комитета.
В 1913 году сделал доклад на XI Всероссийском водопроводном и санитарно-техническом съезде. С 1916 г. назначен попечителем Арзамасского городского водопровода.
После прихода к власти большевиков в 1917 году утверждён в должности заведующего Арзамасским водосбором Арзамасским уездным исполкомом. Занимал эту должность до 1923 года.

## Семья

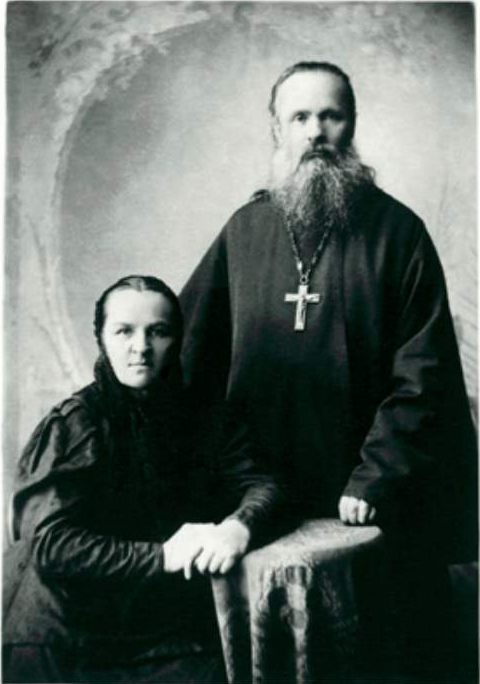
Отец Фёдор и его жена Екатерина Дмитриевна, 1890-е годы

- Жена — Екатерина Дмитриевна урождённая Раевская (1846—1898), дочь настоятеля настоятеля Христорождественской церкви в Арзамасе Дмитрия Федоровича Раевского, окончила Санкт-Петербургский Мариинский институт благородных девиц, преподавала в Арзамасской женской прогимназии. Бракосочетание состоялось в Воскресенском соборе города Арзамаса 3 апреля 1866 года, о чём свидетельствует запись в метрической книге. Со стороны жениха поручителями были священник Починковского Христорождественского собора Константин Иванович Владимирский и диакон Арзамасского Воскресенского собора Николай Владимирский, со стороны невесты — священник Воскресенского собора кандидат Николай Иорданский и губернский секретарь Александр Иванович Кортиковский[5]. В браке с Ф. И. Владимирским было двенадцать детей, из них пятеро умерли в младенчестве[6].
  - Дочь — Мария (1870—1936) замужем за телеграфистом, церковным старостой Николаем Никаноровичем Доброхотовым (1861—1937, репрессирован), в этом браке 12 детей[6][7], в том числе металлург Николай и геолог Михаил.
  - Сын — Михаил (1874—1951), в марте 1919 и. о. председателя Всероссийского ЦИК, председатель Центральной ревизионной комиссии ВКП(б) (1927—1951).
  - Дочь — Елена (1876—1956)[8], в замужестве Щеглова, её дочь Наталья Александровна Шишкова[9] замужем за старшим сыном М. Н. Рютина Василием[10][11][12], второй муж дочери художник[13].
  - Дочь — Елизавета, курсистка, находилась под надзором полиции[14], эмигрировала за границу[4].
  - Сын — Алексей (1881—?)[15]
  - Дочь — Александра (1883—?)[15]
  - Дочь — Софья (1885—1923), по второму мужу Коршунова[6].

## Сочинения
- Закон Божий: Наставление в православной Христианской вере и благочестии. Арзамас, 1900.

## Награды
- Орден Анны 3-й степени[16]
- Орден Анны 2-й степени[16]

## В искусстве
- Аркадий Гайдар, который был знаком с отцом Владимиром, вывел его в повести «Школа» под именем отца Павла: «Временному правительству соборный священник отец Павел объявил, что Иисус Христос тоже был и социалистом и революционером»[17].

### Рекомендованные источники
- Панкратов В. Арзамасский Моисей // Арзамасская правда. 1993. 16, 19, 22 октября;
- Титков Е. П., Николаев В. В. Михаил Владимирский. Горький, 1988.

### Архивы
- Арзамасский государственный архив. Фонд 3003. Опись 1. Дело 1, 5, 43;
- Российский государственный исторический архив. Фонд 1278. Опись 1 (2-й созыв). Дело 76; Дело 577. Лист 19.
- Государственный архив Нижегородской обл. № 2, ф. Р-3003, 96 д., 1902—1927. Арзамасский ИМ, 8 ед. хр.